# Erjon Plaka
Erjon Plaka (* 1. April 1984) ist ein albanischer Straßenradrennfahrer.
Erjon Plaka wurde 2007 bei der Tour of Albania Etappenzweiter beim zweiten Teilstück. Bei der albanischen Meisterschaft belegte er den zweiten Platz im Einzelzeitfahren hinter Paljon Zarka. Beim Zeitfahrwettbewerb der Balkan Championships in Korça gewann er die Bronzemedaille. In der Saison 2008 wurde Plaka erneut nationaler Vizemeister im Einzelzeitfahren hinter Paljon Zarka.